# Formacja Caturrita
Formacja Caturrita (port. Formação Caturrita) – formacja geologiczna składająca się ze skał osadowych, występująca w Rio Grande do Sul (Brazylia), w niecce Parany. Jej wiek oceniany jest na późny karnik - wczesny noryk (trias górny).

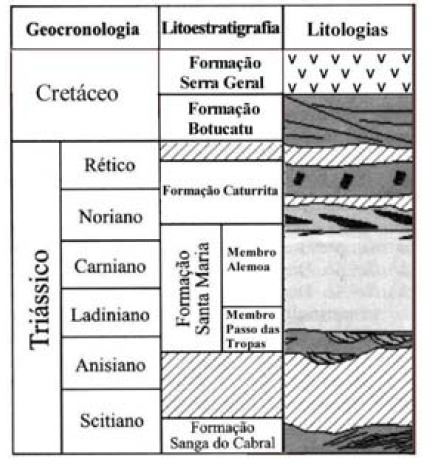
Formacja Caturrita

## Nazwa
Nazwa formacji pochodzi od osiedla w mieście Santa Maria, gdzie skały te odkryto i opisano po raz pierwszy
. W języku portugalskim Caturrita oznacza również gatunek papugi (mnicha nizinna).

## Opis
Miąższość formacji wynosi ok. 30-60 m. Formacja Caturrita składa się z piaskowców i mułowców pochodzenia rzecznego i deltowego. Osadzały się one w basenie Parany (Bacia do Paraná lub Bacia Geológica do Paraná).

## Występowanie
Wychodnie skał formacji Caturrita znajdują się w brazylijskim stanie Rio Grande do Sul. Ciągną się w kierunku równoleżnikowym przez centralną część stanu wąskim pasem na długości 250 km od miasta Taquari do miejscowości Mata.

## Wiek

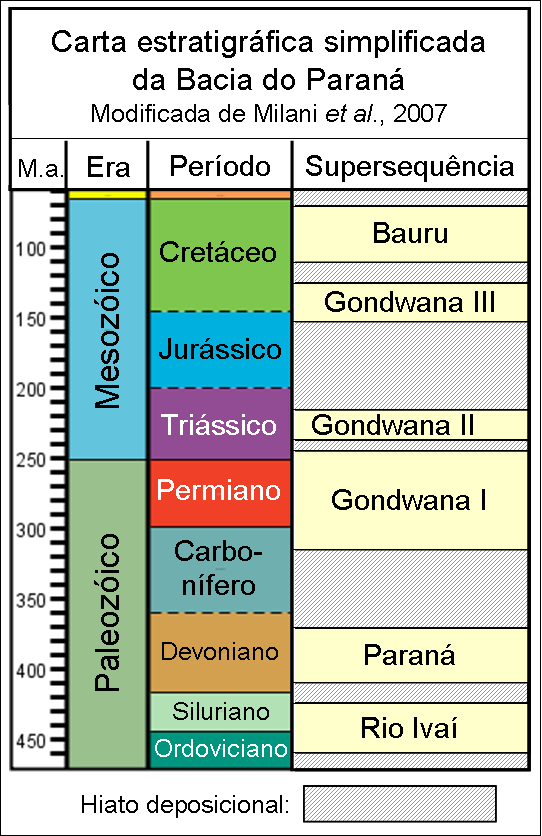
Stratygrafia niecki Parany (według Milani, 1997)

Do tej pory nie wykonano żadnych oznaczeń wieku bezwzględnego skał tej formacji. Na podstawie skamieniałości przewodnich określono ich wiek na późny karnik - wczesny noryk (220-215 mln lat).

## Położenie
Powyżej zalega formacja Botucatu (port. Formação Botucatu), a poniżej formacja Santa Maria (port. Formação Santa Maria ). Wraz z formacją Santa Maria wchodzą w skład górnej części grupy Rosário do Sul.
Milani (1997) określił formację Caturrita jako część supersekwencji Gondwana II (port. Supersequência Gondwana II).

## Skamieniałości
W osadach formacji Caturrita znaleziono liczne skamieniałości, w tym dinozaurów (Guaibasaurus, Unaysaurus), gadów ssakokształtnych (Tritheledontidae, Jachaleria, Brasilitherium, Brasilodon, Exaeretodon, Irajatherium, Jachaleria, Minicynodon, Riograndia) i innych gadów (nieoznaczony fitozaur, Cargninia, Clevosaurus, Faxinalipterus, Proterochampsa, Soturnia, Sacisaurus, Teyumbaita).

## Geopark
Formacja Caturrita występuje m.in. w geoparku Paleorrota
.